# A Bahama-szigetek a 2012. évi nyári olimpiai játékokon
A Bahama-szigetek a nagy-britanniai Londonban megrendezett 2012. évi nyári olimpiai játékok egyik részt vevő nemzete volt. Az országot az olimpián 2 sportágban 26 sportoló képviselte, akik összesen 1 érmet szereztek.

## Érmesek
| Érem  | Versenyző                                                 | Sportág  | Versenyszám           |
| ----- | --------------------------------------------------------- | -------- | --------------------- |
| Arany | Chris Brown Demetrius Pinder Michael Mathieu Ramon Miller | Atlétika | Férfi 4 × 400 m váltó |

## Atlétika
Férfi
| Versenyző                                                 | Versenyszám     | Selejtező | Selejtező | Selejtező | Előfutam | Előfutam | Előfutam | Elődöntő | Elődöntő | Elődöntő | Döntő   | Döntő    |
| Versenyző                                                 | Versenyszám     | Idő       | Hely.     | Össz.     | Idő      | Hely.    | Össz.    | Idő      | Hely.    | Össz.    | Idő     | Helyezés |
| --------------------------------------------------------- | --------------- | --------- | --------- | --------- | -------- | -------- | -------- | -------- | -------- | -------- | ------- | -------- |
| Derrick Atkins                                            | 100 m           | kiemelt   | kiemelt   | kiemelt   | 10,22    | 2.       | 22.***   | 10,08    | 4.       | 12.      | kiesett | kiesett  |
| Warren Fraser                                             | 100 m           | kiemelt   | kiemelt   | kiemelt   | 10,27    | 4.       | 29.      | kiesett  | kiesett  | kiesett  | kiesett | kiesett  |
| Michael Mathieu                                           | 200 m           |           |           |           | 20,62    | 3.       | 20.      | kizárták | kizárták | kizárták | kiesett | kiesett  |
| Trevorvano Mackey                                         | 200 m           |           |           |           | 21,28    | 7.       | 48.      | kiesett  | kiesett  | kiesett  | kiesett | kiesett  |
| Chris Brown                                               | 400 m           |           |           |           | 45,40    | 1.       | 12.      | 44,67    | 2.       | 3.       | 44,79   | 4.       |
| Demetrius Pinder                                          | 400 m           |           |           |           | 44,92    | 1.       | 3.       | 44,94    | 2.       | 6.       | 44,98   | 7.       |
| Ramon Miller                                              | 400 m           |           |           |           | 45,57    | 2.       | 20.      | 45,11    | 6.       | 10.      | kiesett | kiesett  |
| Shamar Sands                                              | 110 m gát       |           |           |           | kizárták | kizárták | kizárták | kiesett  | kiesett  | kiesett  | kiesett | kiesett  |
| Chris Brown Michael Mathieu Ramon Miller Demetrius Pinder | 4 × 400 m váltó |           |           |           | 2:58,87  | 1.       | 1.*      |          |          |          | 2:56,72 |          |

| Versenyző     | Versenyszám | Selejtező | Selejtező | Döntő    | Döntő    |
| Versenyző     | Versenyszám | Eredmény  | Helyezés  | Eredmény | Helyezés |
| ------------- | ----------- | --------- | --------- | -------- | -------- |
| Trevor Barry  | Magasugrás  | 221 cm    | 16.***    | kiesett  | kiesett  |
| Donald Thomas | Magasugrás  | 216 cm    | 30.**     | kiesett  | kiesett  |
| Raymond Higgs | Távolugrás  | 776 cm    | 21.       | kiesett  | kiesett  |
| Leevan Sands  | Hármasugrás | 17,17 m   | 2.        | 17,19 m  | 5.       |

Női
| Versenyző                                                                      | Versenyszám     | Selejtező | Selejtező | Selejtező | Előfutam      | Előfutam      | Előfutam      | Elődöntő | Elődöntő | Elődöntő | Döntő   | Döntő    |
| Versenyző                                                                      | Versenyszám     | Idő       | Hely.     | Össz.     | Idő           | Hely.         | Össz.         | Idő      | Hely.    | Össz.    | Idő     | Helyezés |
| ------------------------------------------------------------------------------ | --------------- | --------- | --------- | --------- | ------------- | ------------- | ------------- | -------- | -------- | -------- | ------- | -------- |
| Sheniqua Ferguson                                                              | 100 m           | kiemelt   | kiemelt   | kiemelt   | 11,35         | 3.            | 28.           | 11,32    | 7.       | 21.*     | kiesett | kiesett  |
| Debbie Ferguson-McKenzie                                                       | 100 m           | kiemelt   | kiemelt   | kiemelt   | 11,32         | 5.            | 26.           | kiesett  | kiesett  | kiesett  | kiesett | kiesett  |
| Debbie Ferguson-McKenzie                                                       | 200 m           |           |           |           | 23,49         | 7.            | 38.*          | kiesett  | kiesett  | kiesett  | kiesett | kiesett  |
| Anthonique Strachan                                                            | 200 m           |           |           |           | 22,75         | 2.            | 11.*          | 22,82    | 5.       | 15.*     | kiesett | kiesett  |
| Shaunae Miller                                                                 | 400 m           |           |           |           | nem ért célba | nem ért célba | nem ért célba | kiesett  | kiesett  | kiesett  | kiesett | kiesett  |
| Ivanique Kemp                                                                  | 100 m gát       |           |           |           | 13,51         | 3.            | 32.           | 13,56    | 8.       | 22.      | kiesett | kiesett  |
| Christine Amertil Debbie Ferguson-McKenzie Anthonique Strachan Chandra Sturrup | 4 × 100 m váltó |           |           |           | 43,07         | 6.            | 9.*           |          |          |          | kiesett | kiesett  |

| Versenyző     | Versenyszám | Selejtező | Selejtező | Döntő    | Döntő    |
| Versenyző     | Versenyszám | Eredmény  | Helyezés  | Eredmény | Helyezés |
| ------------- | ----------- | --------- | --------- | -------- | -------- |
| Bianca Stuart | Távolugrás  | 632 cm    | 18.       | kiesett  | kiesett  |

* - egy másik versenyzővel azonos eredményt ért el

** - két másik versenyzővel azonos eredményt ért el

*** - három másik versenyzővel azonos eredményt ért el

## Úszás
Női
| Versenyző                  | Versenyszám | Előfutam | Előfutam | Előfutam | Elődöntő | Elődöntő | Elődöntő | Döntő   | Döntő    |
| Versenyző                  | Versenyszám | Idő      | Hely.    | Össz.    | Idő      | Hely.    | Össz.    | Idő     | Helyezés |
| -------------------------- | ----------- | -------- | -------- | -------- | -------- | -------- | -------- | ------- | -------- |
| Arianna Vanderpool-Wallace | 50 m gyors  | 24,85    | 3.       | 7.*      | 24,64    | 3.       | 6.       | 24,69   | 8.       |
| Arianna Vanderpool-Wallace | 100 m gyors | 53,73    | 1.       | 6.       | 54,12    | 5.       | 10.      | kiesett | kiesett  |

* - egy másik versenyzővel azonos eredményt ért el